# 小川誠 (厚生労働官僚)
小川 誠（おがわ まこと）は、日本の厚生労働官僚。経済産業省大臣官房審議官や、中央労働委員会事務局長、厚生労働省職業安定局長を経て、日本生命保険顧問、トシン・グループ顧問、山九取締役。

## 人物・経歴
静岡県出身。1979年静岡県立韮山高等学校卒業。1983年一橋大学経済学部卒業、労働省入省。1990年コロンビア大学経営大学院卒業。
1991年通商産業省産業政策局産業構造課国際班長。1993年大分県商工労働観光部職業安定課長。1995年労働省労政局労働組合課長補佐。1997年労働大臣官房国際労働課長補佐。1998年世界銀行社会保護局派遣。2001年厚生労働省政策企画官。同年厚生労働省政策統括官付社会保障担当参事官室併任。
2002年内閣官房内閣参事官（内閣情報調査室）。2004年厚生労働省職業安定局外国人雇用対策課長。2005年国土交通省大臣官房参事官、国土交通省総合政策局外客誘致推進室併任。2006年国土交通省総合政策局観光資源課長。2007年厚生労働省職業安定局雇用政策課長。2010年厚生労働省大臣官房参事官（人事担当）。2011年厚生労働省大臣官房人事課長。
2012年厚生労働省職業安定局高齢・障害者雇用対策部長。2013年経済産業省大臣官房審議官（経済産業政策局雇用・人材担当）。2015年厚生労働省大臣官房統計調査部長。2016年中央労働委員会事務局長。2017年厚生労働省職業安定局長。2018年日本生命保険顧問、トシン・グループ顧問。2020年山九取締役。